# Pingasa eugrapharia
Pingasa eugrapharia är en fjärilsart som beskrevs av Paul Mabille 1880. Pingasa eugrapharia ingår i släktet Pingasa och familjen mätare. Inga underarter finns listade i Catalogue of Life.